# Aucamville, Tarn-et-Garonne

Aucamville este o comună în departamentul Tarn-et-Garonne din sudul Franței. În 2009 avea o populație de 1.008 de locuitori.

## Evoluția populației
| An        | 1975 | 1982 | 1990 | 1999 | 2006 | 2009  |
| --------- | ---- | ---- | ---- | ---- | ---- | ----- |
| Populație | 691  | 720  | 744  | 790  | 891  | 1.008 |